# آچار بکس
آچار بکس (یا آچار جغجغه) نوعی آچار تک دسته است؛ و تعدادی سری. آچار این سری‌ها یکسویشان یک سوراخ چهارگوش دارد و در سوی دیگر هر کدام نری یا مادگی انواع اشکال پیچ و مهره‌ها را در سایزهای گوناگون دارد.

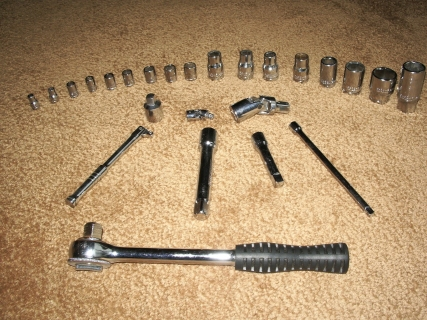
نمونه‌ای از آچار بکس

آچار جغجغه یا باقی دسته‌های آچار بوکس یک زبانه مکعب مستطیل به اندازه سوراخ چهارگوش روی سری‌ها دارد و قابلیت نصب انواع سری‌ها را دارد.
به علت شکل استوانه‌ای این سری‌های آچار این‌گونه آچار برای پیچ‌هایی که ته لوله یا جایی که جای چرخش دسته آچارهای معمولی نیست ایدئال و تقریباً تنها راه حل است. این نوع آچارها بیشتر در باز و بست قطعات خودرو کاربرد دارد. سازندهٔ این دستگاه فردی آمریکایی به‌نام جی. جی ریچاردسون می‌باشد.
اساسا آچار بکس به آچاری گفته میشود که قابلیت پیچاندن ( بستن و باز کردن ) بکس را داشته باشد . در برخی موارد این آچار بصورت جغجغه ای است که در اینصورت برای بستن بکس به سمت چپ فعال میشود و در مسیر عکس آن ( راست ) بصورت جغجغه ای برمیگردد و بالعکس . در برخی موارد هم آچار بکس ساده است و قابلیت جغجغه ای را ندارد که باید به اندازه ای که فضا و حرکت دست اجازه میدهد ، آچار را استفاده کرد و بعد از آن مجددا آچار را روی بکس گذاشته و بستن یا باز کردن را ادامه داد . 
آچار بکس به شیوه های مختلفی طراحی و ساخته شده است. 
آچار بکس دستی
آچار بکس بادی یا آچار بادی یا آچار هوایی
آچار بکس هیدرولیک، آچار هیدرولیک
آچار بکس مولتی پلیر - این آچار بوسیله ی دستگاهی که مولتی پلیر نام دارد ، قدرت و فشار وارده به پیچ ( بکس ) را چندین برابر کرده و عملیات پیچاندن بکس و پیچ را آسان میکند .
آچار ترکمتر ( گشتاور سنج ) 